# Fredrik Woldstedt
Fredrik Woldstedt, född 22 mars 1813 i Himango, död 18 oktober 1861 i Helsingfors, var en finländsk astronom.
Woldstedt blev filosofie doktor (primus) 1844. Han verkade 1835–1942 som amanuens vid astronomiska observatoriet vid Helsingfors universitet, varefter han 1842–1945 var anställd vid Pulkovo-observatoriet. Till professor i astronomi utnämndes han 1846. Han deltog i Struves stora gradmätningsprojekt 1835–1940, då meridianbågen gick genom Finland.
Woldstedt var promotor vid filosofiska fakultetens promotion 1853 och inspektor för Österbottniska avdelningen 1848–1952.
Han gifte sig 1846 med  Gustava Georgina Lovisa Struve.